# Oscar Albert Johnsen

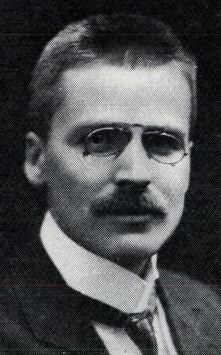
Oscar Albert Johnsen.

Oskar Albert Johnsen, född den 13 oktober 1876 i Tjøme, död den 11 oktober 1954, var en norsk historiker och skolman, far till Arne Odd Johnsen.
Johnsen avlade filologisk ämbetsexamen 1901 och erhöll filosofie doktorsgrad 1907 samt blev samma år universitetsstipendiat. Han offentliggjorde en rad på sorgfälliga källstudier grundade historiska skrifter: Hurum herred. Historisk topografisk beskrivelse (1903), Bohuslens eiendomsforhold indtil omkring freden i Roskilde (1905), Bidrag til oplysning om befolkningsforholdene og almuens ekonomiske stilling i Bohuslen før afstaaelsen (1528- 1608), i "Norsk historisk tidsskrift" 1905, dissertationen De norske stænder. Bidrag til oplysning om folkets deltagelse i statsanliggender fra reformationen til enevældet (1537-1661) i "Christiania Videnskabsselskabs skrifter", 1906, Hannibal Sehesteds statholderskab (1909) och - i samarbete med Tord Pedersen - en lärobok för gymnasierna i Norges, Danmarks og Sveriges historie (samma år). Johnsen skildrade tiden 1660-1814 i samlingsverket "Norges historie" och utgav från 1909 "Aktstykker til de norske stændermøders historie 1548-1661". 
Johnsen blev 1911 docent och 1913 professor i historia vid Kristiania universitet. Han publicerade därefter Finmarkens politiske historie aktmæssig fremstillet (i "Videnskapsselskapets skrifter" 1923). Sitt intresse för lokal- och kulturhistorien visade han ytterligare genom Norges bønder (1917-19) och översikten Den nyere lokalhistoriske forskning (i "Norsk historisk videnskap 1869-1919"). Johnsen sysslade under senare år alltmer med medeltidshistorien, bland annat i uppsatser om Snorre Sturlasons opfatning av vor ældre historie (i "Norsk historisk tidsskrift" 1915) och Gildevæsenet i Norge i middelalderen (i "Norsk historisk tidsskrift" 1921). I utgivningen av "Norges gamle love" deltog Johnsen och utarbetade omfattande register samt utgav dessutom  "Olafs saga hins helga" (1922) efter handskrift i Stockholm. På historikerkongressen i Kristiania 1920 höll Johnsen föredrag om Gjensidige nationale stemninger hos nordmænd og svensker, særlig i det 16. og 17. aarhundrede (i "Norsk historisk tidsskrift" 1922). Han deltog i den skandinaviska Vatikanexpeditionen 1923.